# Ali Bamba
Ali Bamba is een Belgische stripreeks met Bernard Dumont (Bédu) als tekenaar en Christian Blareau als scenarist. Het gaat om een humorstrip die zich afspeelt in de wereld van Duizend-en-een-nacht. De strips werden vanaf 1979 eerst gepubliceerd in het stripblad Kuifje en in 1985 volgde de eerste albumuitgave.

## Albums
Alle albums zijn van de hand van Bédu en Blareau en werden uitgegeven door Le Lombard.
| Nummer | Titel                    |
| ------ | ------------------------ |
| 1      | De zwarte schorpioen     |
| 2      | De sleutel van het geluk |
| 3      | De witte schaduw         |